# Allapattah
Allapattah városrész az Amerikai Egyesült Államokban, a floridai Miami városában, Miami-Dade megyében. 54 289 lakosa van. A név a szeminol indiánok 'aligátor' szavából származik.

## Története
A település 1856-ban kezdett kialakulni, amikor William P. Wagner, a legkorábbi dokumentált fehér amerikai állandó telepes megérkezett a dél-karolinai Charlestonból, és a Miami Rock Ridge mentén telepedett le, ahol jelenleg a Miami Jackson High School áll. A terület tovább fejlődött a 20. századig, amikor a Florida East Coast Railroad (FEC) megérkezett ide.
Allapattah-t a 20. század elejétől az 1950-es évek végéig túlnyomórészt fehérek lakták, amikor az I-95 (akkori nevén észak-déli gyorsforgalmi út) építése miatt az 1950-es és 1960-as években fekete amerikaiak nagy számban áramlottak be, ami a fehérek Miami-Dade és Broward megye külvárosaiba való meneküléséhez vezetett. Az 1959-es kubai forradalmat követően a kubaiak nagy számban vándoroltak Miami olyan negyedeibe, mint Allapattah, ahol jelenleg Miami egyik legnagyobb kubai-amerikai népessége él. Az 1980-as években a különböző menekültválságok nyomán dominikaiak, nicaraguaiak, hondurasiak és haitiak érkeztek ide. A környék a Karib-térség, Közép-Amerika, a tágabb értelemben vett Latin-Amerika kultúráinak, valamint az afroamerikaiaknak az olvasztótégelye.